# Pamětní kámen v Přísnoticích
Pamětní kámen (nesprávně smírčí kříž) stojí v polích v blízkosti mysliveckého posedu jihozápadně od obce Přísnotice, v katastrálním území Přísnotice v okrese Brno-venkov. Je chráněn jako kulturní památka České republiky.

## Popis
Kamenný, původně dvouramenný kříž, vysoký asi jeden metr, byl postaven na památku zabití 20letého Kryštofa Krause z Grotky Turky a Tatary během jejich plenění na Moravě v roce 1663, tedy v době, kdy probíhala rakousko-turecká válka. Zabití je zachyceno v jedné z pověstí v pamětní knize Přísnotic z roku 1934. Kříž byl restaurován v roce 2018 a znovu osazen.
Značně poničený kamenný kříž o rozměrech 96 × 64 × 17 cm má pouze jedno rameno. Na přední straně byl nápis:
| „ | IHS. / Ao.1663. DNE 5. / ZARŽI OD TURZY A / TATARI MEZI MORAWSKÉ- / HO MARKRABSTWY TO / MISTĚ USTALI UROZENEHO / PANA CHRISTOFA KRAUSZ Z GROTKY / A NA SWOBODNIM DWORZY W DOLNÍCH / DUNAGOWICECH STARZY 20. JEHOŽTO / ŽIALOSTIWA PANI MARŽY KE WIEČZNY / PAMATCE SEM TOTO POSTAWITI DALA. / TĚLO GEHO GEST W BRNĚ U SWATEHO / JANA POCHOW: DUSSE PAK RADUGE / SE W WIEČNY RADOSTI A / SLAWZATA. / AMEN. | “ |

Na zadní straně byl osmiřádkový text s letopočtem 1663.